# La Quête de saint Camber
La Quête de saint Camber (titre original : The Quest for Saint Camber) est un roman de fantasy appartenant au cycle des Derynis de Katherine Kurtz. Il fut publié en anglais américain en 1986 par Ballantine Books, et traduit en français par Michèle Zachayus. C'est le troisième tome de la Trilogie du roi Kelson. L'action se déroule entre mars et la mi-juin 1125.

## Résumé
Gwynedd est en paix. Kelson peut alors partir en quête sur les traces de saint Camber, le saint deryni qui restaura la lignée Haldane sur le trône, deux siècles plus tôt.
Il ignore que dans l'ombre la trahison de son cousin Conall le guette. Mais peut-être que ce dernier n'aura même pas à intervenir...